# Jonchery-sur-Vesle British Cemetery
Jonchery-sur-Vesle British Cemetery is een Britse militaire begraafplaats met gesneuvelden uit de Eerste Wereldoorlog, gelegen in de Franse gemeente Jonchery-sur-Vesle, (departement Marne).
De begraafplaats werd ontworpen door Edwin Lutyens en ligt aan het kruispunt van de Rue de Sachs en de Allée Charles de Gaulle, op 520 m ten noordwesten van het gemeentehuis. Het terrein heeft een nagenoeg vierkantig grondplan met een oppervlakte van 1.376 m² en is omgeven door een lage natuurstenen muur. De toegang bestaat uit een dubbel metalen hek tussen witte stenen zuiltjes. In de aslijn van de toegang staat centraal het Cross of Sacrifice en verder tegen de noordwestelijke muur een schuilhuisje waarin zich het registerkastje bevindt.
De begraafplaats wordt onderhouden door de Commonwealth War Graves Commission.
Er worden 367 doden herdacht (waaronder 267 niet geïdentificeerde).

## Geschiedenis
De begraafplaats werd na de wapenstilstand aangelegd door concentratie van graven afkomstig uit het omliggende slagveld en volgende gesloten begraafplaatsen: Ecueil Farm Military Cemetery, Tramery French Military Cemetery, Treslon Churchyard en French Extension.
Bij de geïdentificeerde doden zijn er 99 Britten en 1 Canadees. Vijf Britten worden herdacht met een Duhalow Block omdat zij oorspronkelijk in andere begraafplaatsen lagen maar waar hun graven niet meer teruggevonden werden.

## Onderscheiden militairen
- John Hamom Massey, kapitein bij de Royal Field Artillery en William Dougal, luitenant bij de Canadian Infantry werden onderscheiden met het Military Cross (MC).
- Arthur Onions, compagnie sergeant-majoor bij het South Lancashire Regiment werd onderscheiden met de Distinguished Conduct Medal (DCM).
- John Gilbert Pippet, onderluitenant bij het Lincolnshire Regiment, Percy Howard Sheppard, onderluitenant bij de Royal Garrison Artillery en Llewellyn Young, soldaat bij de South Wales Borderers ontvingen de Military Medal (MM).